# Station Gostynin
Station Gostynin is een spoorwegstation in de Poolse plaats Gostynin.
Lijn 33 Kutno – Brodnica: 

0: Kutno ·
3: Azory ·
6: Florek ·
9: Raciborów Kutnowski ·
14: Strzelce Kujawskie ·
21: Sierakówek ·
28: Gostynin ·
34: Rogożew ·
39: Łąck ·
45: Płock Radziwie ·
52: Płock ·
58: Płock Trzepowo ·
65: Proboszczewice Płockie ·
73: Gozdowo ·
79: Susk ·
87: Sierpc ·
99: Szczutowo ·
109: Puszcza Rządowa ·
117: Rypin ·
129: Kretki ·
142: Brodnica

Lijn 56 Płock Radziwie – Płock Radziwie Port: 

0: Płock Radziwie ·
2: Płock Radziwie Port